# ONE PIECE 祭典男爵與神祕島
《ONE PIECE 祭典男爵與神祕島》是於2005年上映的第6部《ONE PIECE》電影版。本片由曾經參與吉卜力動畫工作室動畫電影《霍爾的移動城堡》製作的細田守執導，故事講述魯夫一行人與祭典島的狂歡男爵交手，同時面臨團隊危機的經歷。
電影在2005年3月5日於日本首映，其後在海外發行，這部電影因為迴異於歷代《ONE PIECE》電影版的基調，呈現黑暗的風格和劇情而獲得普遍兩極的評價。

## 劇情
前進梅利號在「偉大的航路」中行駛著，突然魯夫發現了漂浮在汪洋大海中的玻璃瓶，瓶中放著一張描繪著花、寶箱和彈塗魚的狂歡島的地圖！與地圖一起放在瓶中的信上寫著：『你是從偉大航路裡的一億人中被選中的幸運的海賊』。這散發出巨臭的紙張令大家極其反胃，但魯夫卻是眼睛發亮，一副非去冒險不可、沒有人能阻止的表情。當魯夫一行人好不容易到達了目的地，卻發現這只是非常平凡的島嶼，正感到失望之際，突然間，一座光輝燦爛的主題公園伴隨著威嚴的進行曲出現在魯夫等人面前，更帶來頭上生滿葉子的海賊歌唱團。而在主題公園中央破地而出的，是擁有巨大身軀、肩膀上長著花的不可思議的男人---狂歡男爵。男爵對魯夫說：「我將會賜予你神秘的寶物，但是，有個條件…」。這所謂的條件，就是能夠通過男爵提出的地獄般試煉。地獄般的狂歡島！？完全被冒險沖昏頭的魯夫毫不思考地接受男爵的試煉…到底，等待著魯夫們的試煉是什麼？所謂的秘寶又是什麼！？

## 登場人物

### 原作人物
草帽海賊團
| 角色名稱        | 配音員     | 配音員 |
| 角色名稱        | 日本       | 臺灣   |
| --------------- | ---------- | ------ |
| 蒙其·D·魯夫     | 田中真弓   | 詹雅菁 |
| 羅羅亞·索隆     | 中井和哉   | 宋克軍 |
| 娜美            | 岡村明美   | 許淑嬪 |
| 騙人布          | 山口勝平   | 符爽   |
| 賓什莫克·香吉士 | 平田廣明   | 孫中台 |
| 多尼多尼·喬巴   | 大谷育江   | 詹雅菁 |
| 妮可·羅賓       | 山口由里子 | 許淑嬪 |

### 本作人物

#### 祭典島
祭典男爵（Omatsuri）
聲優：大塚明夫（日本）；曹冀魯（台灣）
祭典島的島主，原「紅箭海賊團」的船長，懸賞金額：1,000萬貝里（電影第9部提及）。二十二年前在與海賊王見面後沒多久在一場暴風雨而失去所有的夥伴，唯獨自己漂流到祭典島與島上的莉莉康乃馨訂下契約，藉由把人類當成莉莉的食物使夥伴們復活。
據說角色來源可能取自導演細田守自己，根據自己先前製作霍爾的移動城堡到一半卻被拉下馬的經歷設計而成。
莉莉康乃馨（Lily Carnation）
聲優：渡邊美佐（日本）；錢欣郁（台灣）
祭典男爵肩膀上會說人話的花，靠著吃人類為生，外表是一朵很可愛的小花，其真面目與本性卻是醜惡無比。
鞭五郎（Muchigoro）
聲優：草尾毅（日本）；宋克軍（台灣）
祭典男爵的部下，第一回合試煉「撈金魚」的選手，雖為男爵的手下卻意外的很好相處，酒量不好，一喝醉就容易胡言亂語。
蛙爺（Kerojii）
聲優：青野武（日本）；曹冀魯（台灣）
祭典男爵的部下；第二回合試煉「套圈圈」的選手，是個機靈的老者，儘管年紀一大把身體卻意外的靈活，不管到哪裡都喜歡作俳句，講話總是帶著五七五調。
槍手蛙（Keroshot）
聲優：佐藤正治（日本）；符爽（台灣）
祭典男爵的部下，第二回合試煉「套圈圈」的選手。
黑手蛙（Kerodeek）
聲優：八奈見乘兒（日本）；孫中台（台灣）
祭典男爵的部下，第二回合試煉「套圈圈」的選手。
蛙子（Keroko）
聲優：山本圭子（日本）；錢欣郁（台灣）
祭典男爵的部下，第二回合試煉「套圈圈」的選手。
DJ河童（DJ Gappa）
聲優：池松壯亮（日本）；錢欣郁（台灣）
祭典男爵的部下，第三回合試煉「射擊」的選手，口頭禪是「噗」，頭上裝著許多會爆炸的盤子，率領一百人狙擊草帽海賊團，對自己的存在深感疑惑。
小鐵（Kotetsu）
聲優：綾小路翔（日本）；符爽（台灣）
祭典男爵的部下，手持巨大鍋鏟的廚師，在露天晚餐會上和香吉士較量廚藝。

#### 海賊
布利夫（Brief）
聲優：安原義人（日本）；符爽（台灣）
「小鬍子海賊團」的船長，自己的夥伴過去也全都成為莉莉的食物，現在則在祭典島的地底下挖出許多密道一個人偷偷生活（但他還有養一隻山羊），不斷的提醒魯夫對付男爵絕對不能太過大意。
茶房老爹（Papa）
聲優：國本武春（日本）；孫中台（台灣）
「茶房海賊團」的船長，因妻子命喪於男爵之手而變的相當懦弱，後來在兒女們的鼓勵下找回勇氣，親手殺掉莉莉康乃馨。
羅莎（Rosa）
聲優：大本真基子（日本）；錢欣郁（台灣）
「茶房海賊團」的船員兼長女，處於反抗期，認為父親是個窩囊廢。
利克（Rick）
聲優：阪口大助（日本）；詹雅菁（台灣）
「茶房海賊團」的船員兼長子，小說版因為對父親的懦弱感到反感而成為布利夫的手下，相較於劇場版的沉默，利克在整部小說中佔了相當重要的地位。
黛西（Daisy）
聲優：永井杏（日本）；錢欣郁（台灣）
「茶房海賊團」的船員兼次女，耳朵很靈，可以聽見別人心中想法，是第一個鼓勵父親站出來對抗男爵。

## 工作人員
- 原作：尾田榮一郎
- 監督：細田守
- 企劃：梅澤淳稔、清水慎治
- 脚本：伊藤正宏
- 美術監督：串田達也・加藤浩
- 人物設計・作畫監督：すしお、山下高明、久保田誓
- 音樂：田中公平

原畫
- 安藤正浩　西田達三　君島繁　伊東伸高　矢崎優子
- 濱州英喜　木下和栄　大塚健　増永計介　市川慶一
- 伊藤修一　中村章子　向田隆　小松英司　松田宗一郎
- 村谷貴志　坂崎忠　和田高明　加々美高浩　西位輝実
- 小倉寛之　小松田大全　苫政三　高橋英樹　三浦春樹
- 馬越嘉彦　奥田佳子　馬場充子　駒井一也　吉田徹
- 杉浦幸次　橋本敬史　福田道生　芳垣祐介　新井浩一
- 伊藤嘉之　中鶴勝祥　崔文英　白石亜由美　松本憲生
- 加藤裕美　桑原幹根　森久司　楠三十郎　入好さとる
- 今石洋之　黒柳賢治　ROSETTE.K　鈴木勤　渡部圭祐
- 佐藤裕子　ミサワユキヒロ　一ノ関敦　吉成曜　浅野恭司
- 矢崎良美　佐藤陽子　平川哲生　寺尾洋之　猿渡聖加
- 鈴木奈都子　小松こずえ　青山充　袴田祐二　大内智美
- 竹田欣弘　島貫正弘　青山浩行　福島伸一郎　中島由喜
- 宮下雄次　真中孝之　森知鶴

## 音樂

作詞・作曲：綾小路翔；編曲：氣志團；歌：氣志團

## 外部連結
- 官方網站（页面存档备份，存于）
- WEBアニメスタイル『ONE PIECE ―オマツリ男爵と秘密の島―』細田守インタビュー（页面存档备份，存于）